# 蔡子宜
蔡子宜（14世紀—15世紀），浙江處州府青田縣人，明朝政治人物。

## 生平
永樂三年（1405年），蔡子宜中式浙江鄉試第二名舉人，次年（1406年）聯捷進士，但他向朝廷陳情終養母親，飲食和車馬不敢和母親並列，在鄉里無分尊卑以禮待人，母親死後的喪葬如禮，寫下《喪記》。起復後上疏乞骸，在家鄉教導士子，當中中丞陳韶是其弟子，有著作《披雲集》。

## 引用
1. 1 2  光緒《青田縣志·卷十·人物志》：蔡子宜，以書經中永樂乙酉鄉試第二，明年登進士第，陳情母老乞終養，凡飲食服御不敢並於親，居鄉無分少長必接以恭，及親終喪葬如禮，著《喪記》。起復疏乞骸骨以歸，以經術教授鄉里，陳中丞韶其弟子也，著《披雲集》。